# Funcție constantă

Reprezentarea grafică a funcțiilor constante

O funcție constantă este o funcție care indiferent de valoarea pe care o ia argumentul sau variabila independentă (de intrare), imaginea sa este aceeași constantă. Forma sa (expresia algebrică atașată) este următoarea:
{\displaystyle f(x)=c\ }
Un exemplu de funcție rațională constantă este câtul a două polinoame identice. 